# Teknisk Porcelæn
|  | Denne artikel er oprettet af botten Steenthbot ud fra en ekstern database. Den kan derfor have sproglige fejl eller mangler. Denne skabelon kan fjernes efter kontrol af indholdet. |

Teknisk Porcelæn er en dansk virksomhedsfilm fra 1942 instrueret af Mogens Skot-Hansen efter eget manuskript.

## Handling
Fremstilling af teknisk porcelæn på Porcelainfabrikken Norden i Valby.